# Soalheira (instrumento musical)
 Soalheira é o nome genérico para vários instrumentos musicais, mais precisamente idiofones de agitamento que contêm soalhas.
As soalheiras podem ter formas variadas, mas essencialmente possuem uma armação (de madeira, de plástico, de metal, etc.) que suporta umas hastes. Essas hastes, por suas vez, perfuram uma série de soalhas que deslizam ao longo da haste, e essas mesmas soalhas produzem som quando chocam entre si. O instrumento é tocado agitando numa direcção paralela às hastes que contêm as soalhas.
No Brasil, existe um certo tipo de soalheira usada em batucadas de samba, que são chamadas[carece de fontes?] de chapinhas, rocar ou chocalho (o que pode lançar alguma confusão com os outros tipos de chocalhos).

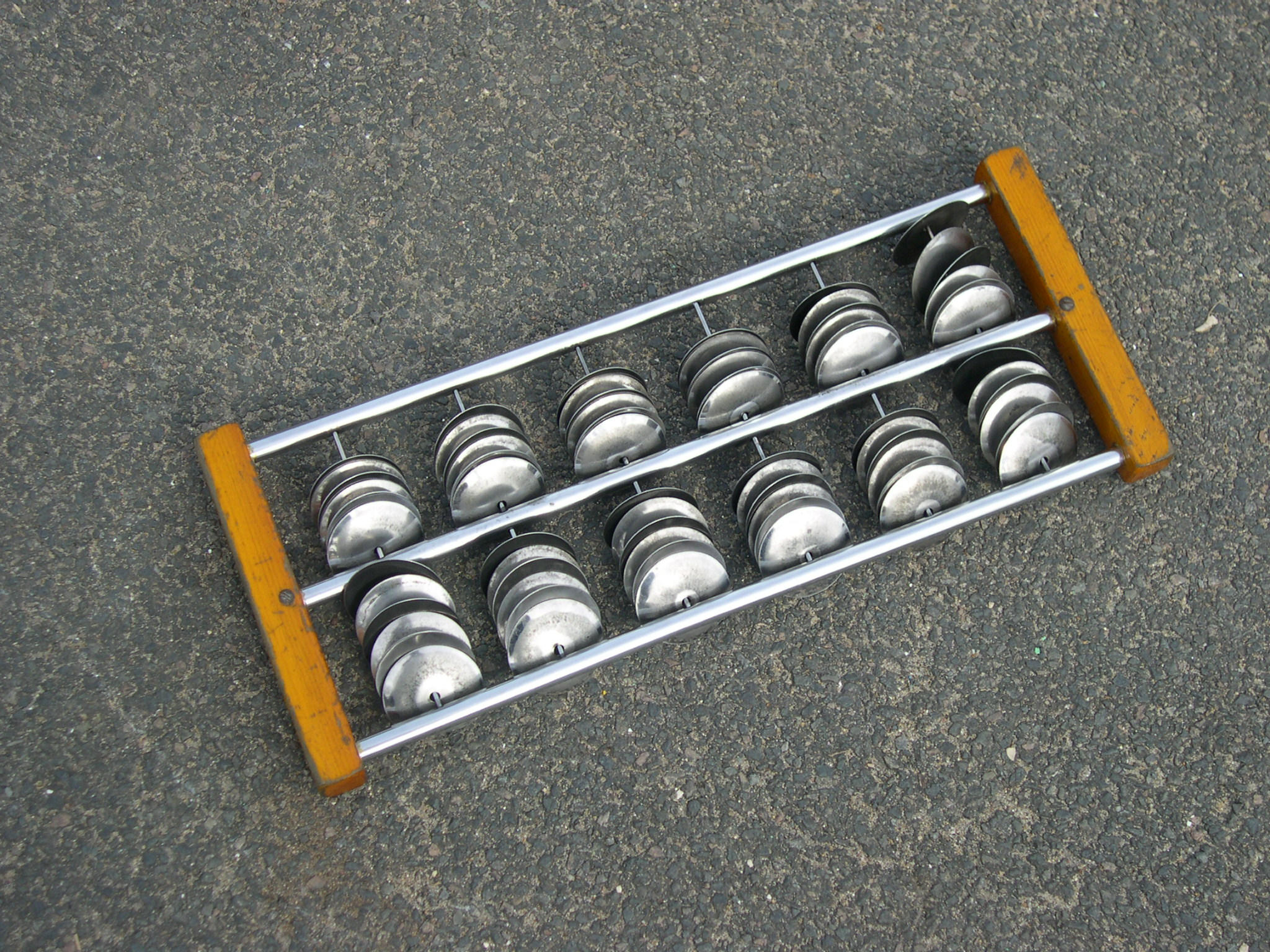
Chocalho usado no samba
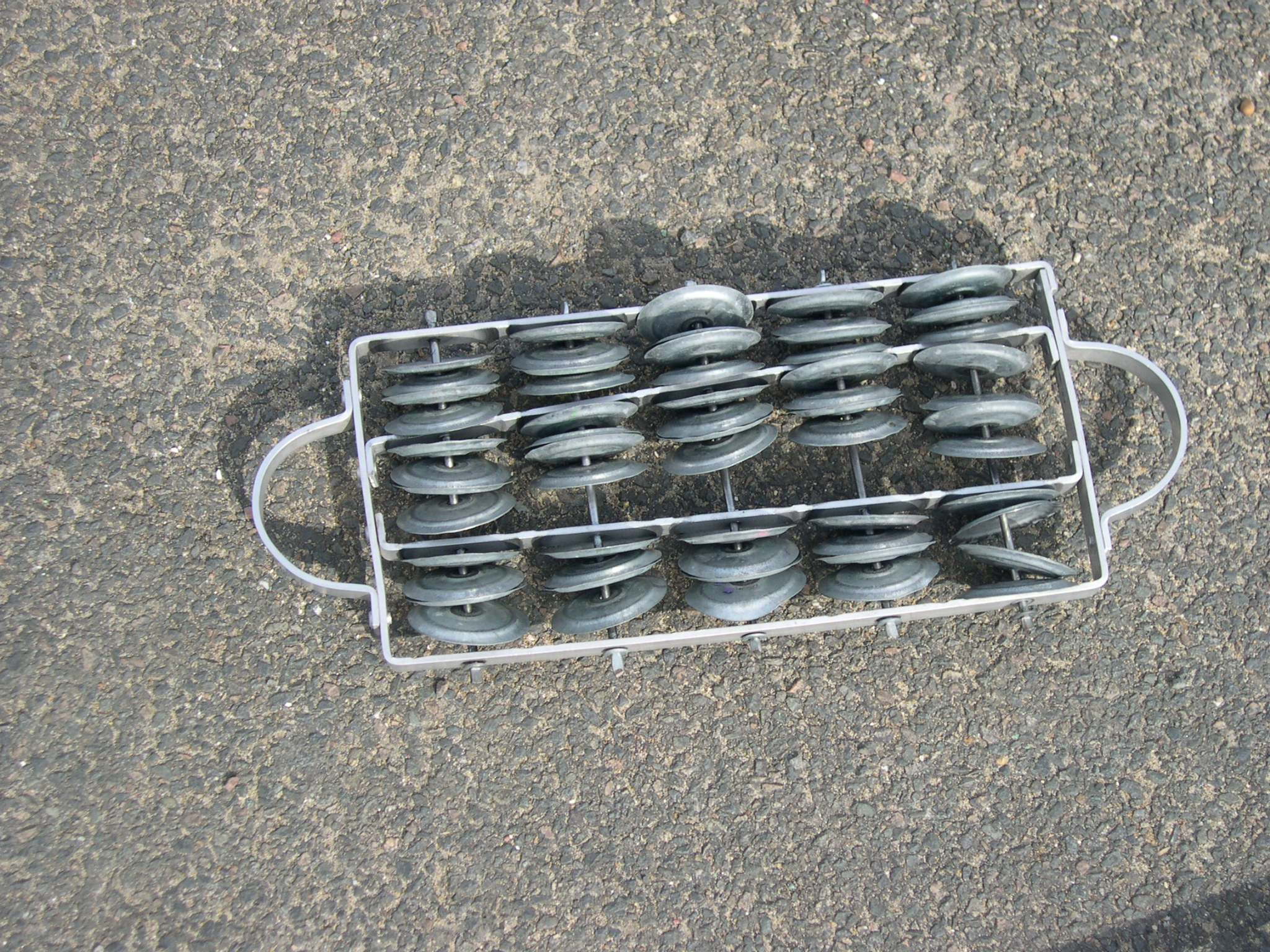
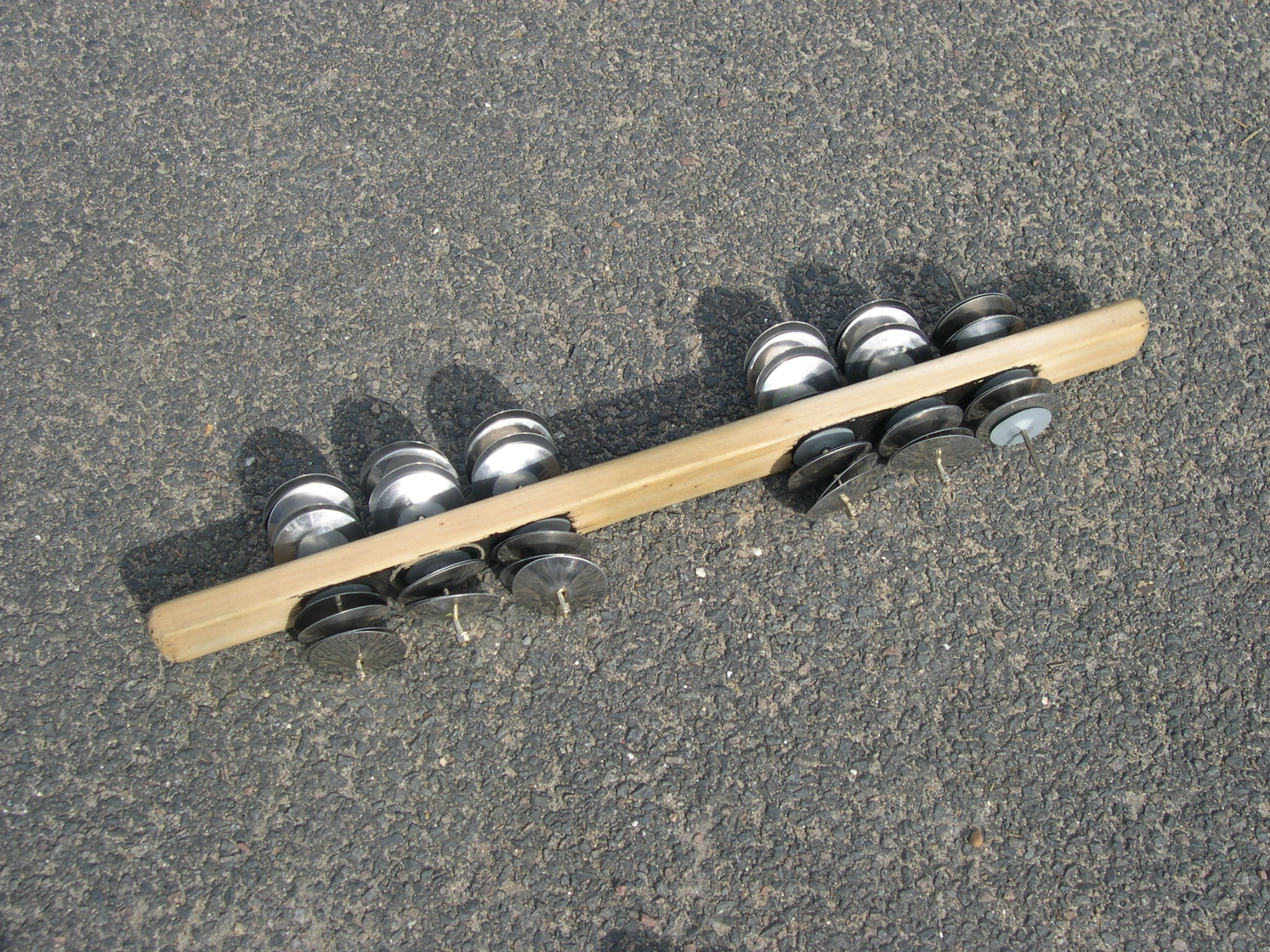

Em Cabo Verde, existe um tipo de soalheira a que se dá o nome de racordai (também chamado pandêr ou pandiêr). Consiste numa prancha de madeira, com uma parte mais estreita que constitui a pega, e uma parte mais larga onde existem uns pregos que servem de suporte para tampas metálicas de garrafas, que funcionam como soalhas. É frequentemente usado no dia de São Silvestre (31 de dezembro) por crianças que vão tocando de porta em porta desejando as boas festas por ocasião do ano-novo. Pelo fato de ser de construção extremamente simples e com materiais reciclados, é frequentemente elaborado pelas próprias crianças.

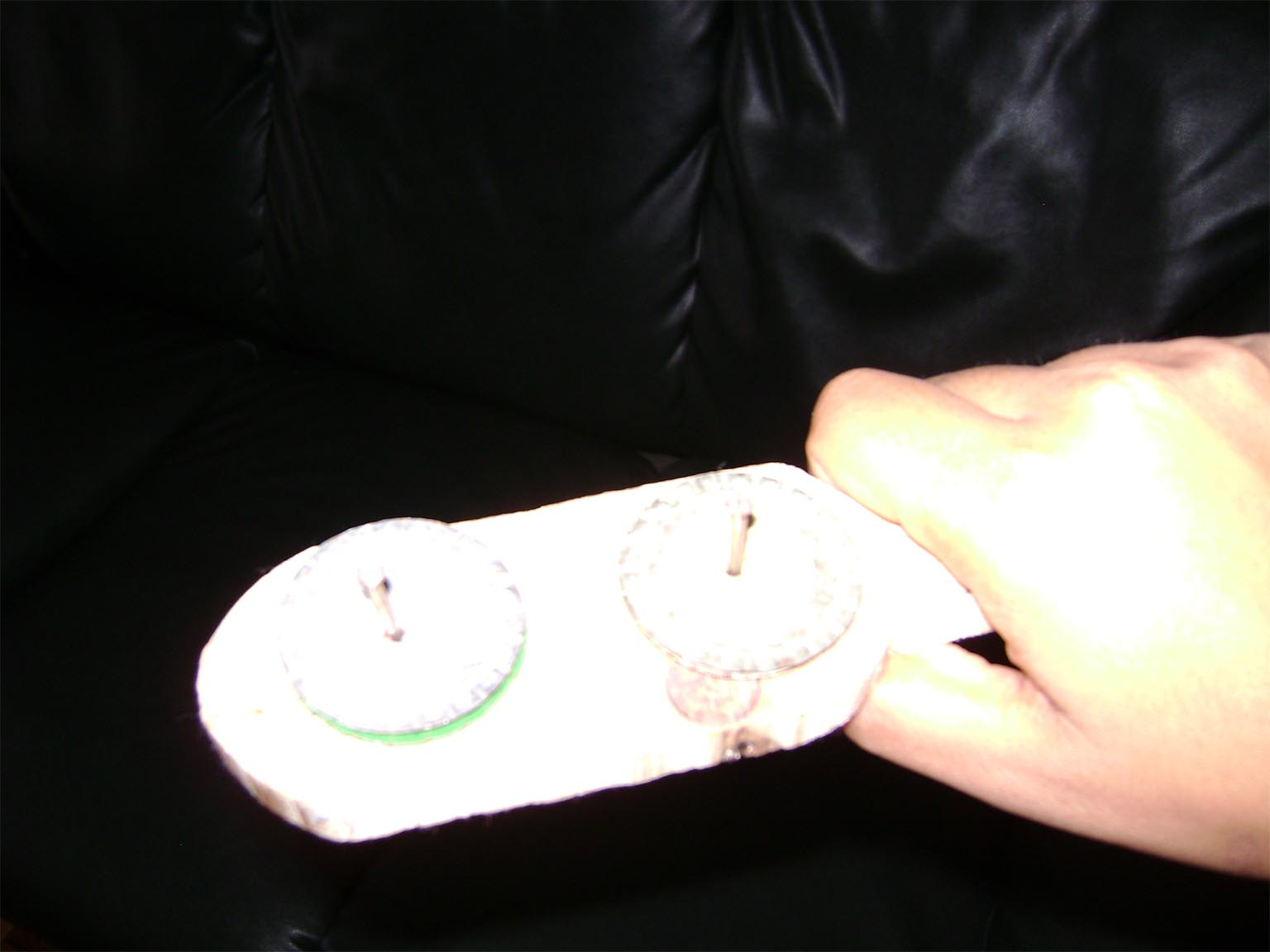
Criança tocando um racordai
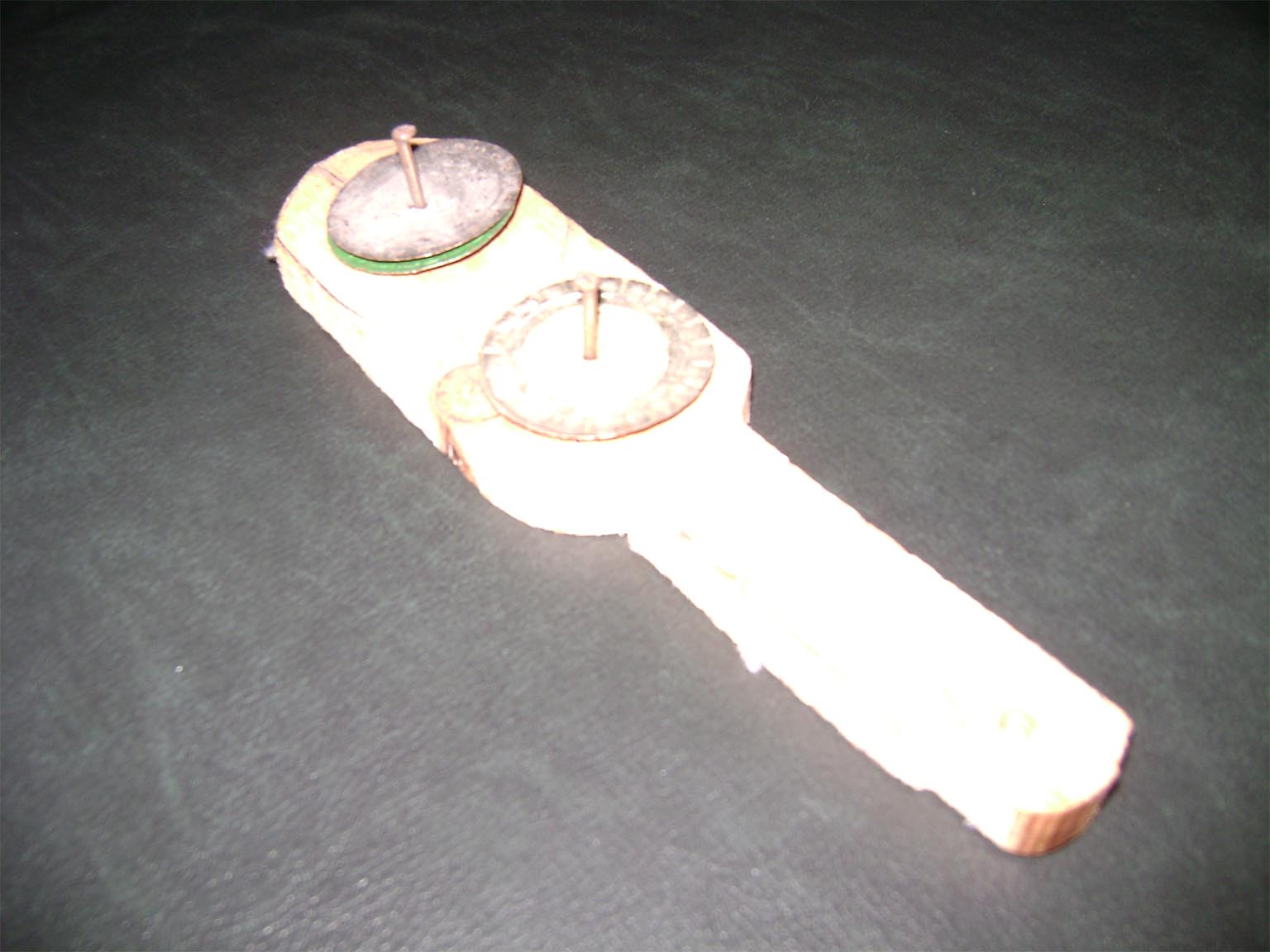

Em Portugal, existe um tipo de soalheira a que se dá o nome de chincalho. É feito com uma prancha de madeira, atravessada por pregos que servem de suporte para tampas metálicas de garrafas, que funcionam como soalhas. São tradicionais da região do Alto Alentejo, e são usados, por exemplo, nos cantos das Janeiros e Reis.